# (4690) Strasbourg
(4690) Strasbourg est un astéroïde de la ceinture principale.

## Description
(4690) Strasbourg est un astéroïde de la ceinture principale. Il fut découvert par l'astronome Brian A. Skiff le 9 janvier 1983 à Flagstaff (Observatoire Lowell). Il présente une orbite caractérisée par un demi-grand axe de 1,937 UA, une excentricité de 0,108 et une inclinaison de 16,913° par rapport à l'écliptique.
Il fut nommé en l'honneur de la ville française de Strasbourg, capitale de l'Alsace qui héberge justement le Centre de données astronomiques (CDS). 

## Compléments